# Goya 2010
Die 24. Verleihung des Goya fand am 14. Februar 2010 im Palacio Municipal de Congresos in Madrid statt. Der wichtigste spanische Filmpreis wurde in 28 Kategorien vergeben. Als Moderator fungierte der Komiker Andreu Buenafuente.
Der Gefängnisfilm Zelle 211 – Der Knastaufstand, der mit 16 Nominierungen als großer Favorit ins Rennen um die Goyas gegangen war, ging in acht Kategorien siegreich hervor and gewann damit die meisten Trophäen des Abends. Er konnte sich dabei auch in den wichtigen Kategorien Bester Film und Beste Regie gegen die Konkurrenz behaupten. Juan José Campanellas argentinischer Beitrag In ihren Augen, der in neun Kategorien für den Goya nominiert war, wurde in der Kategorie Beste Nachwuchsdarstellerin (Soledad Villamil) sowie als bester ausländischer Film in spanischer Sprache prämiert.
Alejandro Amenábars Historienfilm Agora – Die Säulen des Himmels über Hypatia von Alexandria erhielt bei 13 Nominierungen sieben Auszeichnungen. Hauptdarstellerin Rachel Weisz unterlag dabei, wie auch Penélope Cruz in Zerrissene Umarmungen und Maribel Verdú in Tetro, der Darbietung von Lola Dueñas in Me too – Wer will schon normal sein?, einem Filmdrama über einen Mann mit Down-Syndrom. Pedro Almodóvars Tragikomödie Zerrissene Umarmungen war in insgesamt fünf Kategorien nominiert und wurde letztlich für die Filmmusik von Alberto Iglesias mit einem Preis bedacht. Bester europäischer Film wurde die britische Milieustudie Slumdog Millionär, die sich unter anderem gegen den französischen Kinohit Willkommen bei den Sch’tis von Dany Boon durchsetzte. Der Verlierer des Abends war die in Chile spielende Literaturverfilmung El baile de la Victoria von Fernando Trueba, die bei neun Nominierungen leer ausging.

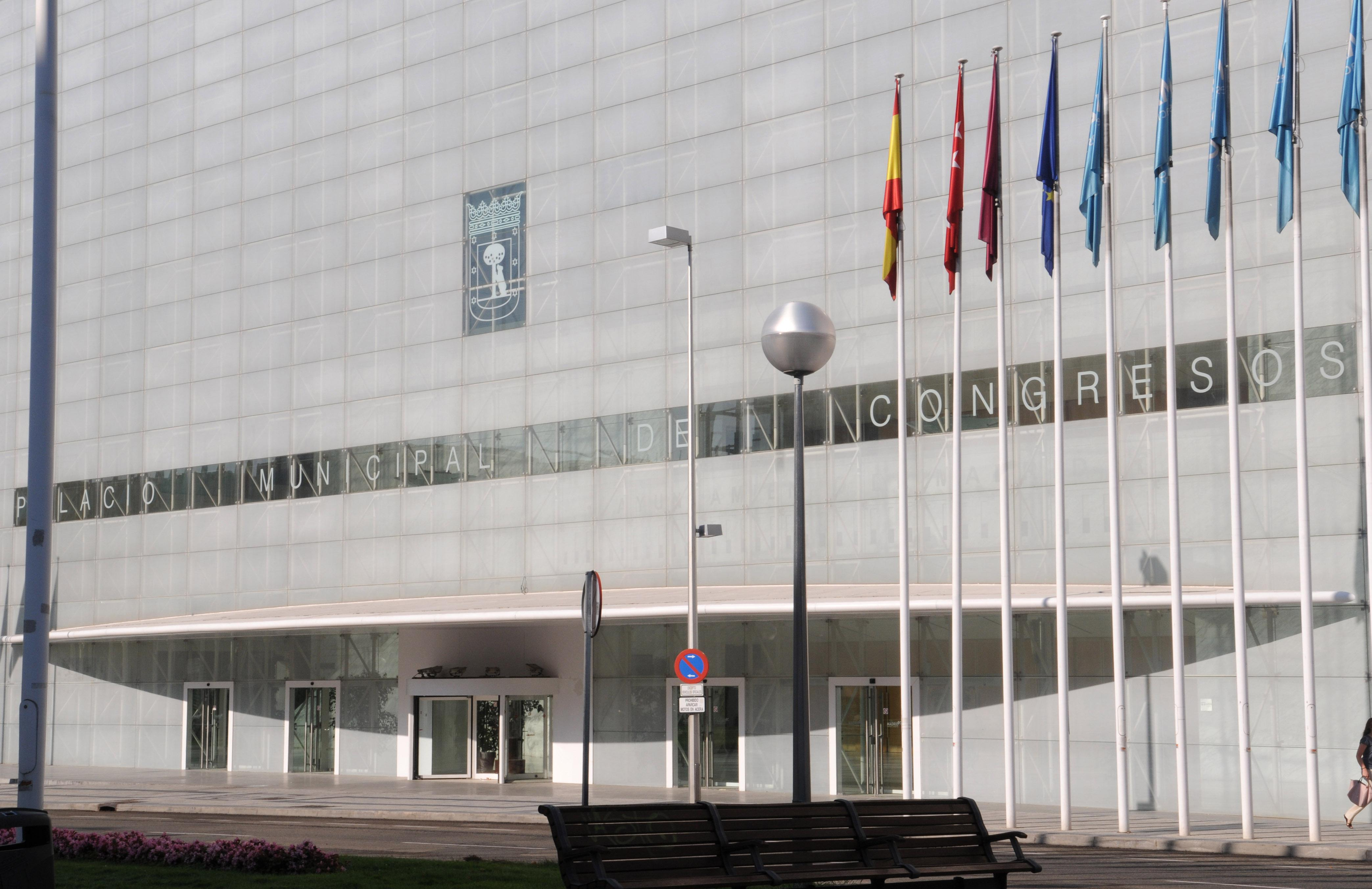
Der Palacio Municipal de Congresos, der Veranstaltungsort der Verleihung

## Gewinner und Nominierte
| Statistik (Filme mit mehr als einer Nominierung) N=Nominierung; A=Auszeichnung |    |   |
| Film                                                                           | N  | A |
| Zelle 211 – Der Knastaufstand                                                  | 16 | 8 |
| Agora – Die Säulen des Himmels                                                 | 13 | 7 |
| In ihren Augen                                                                 | 9  | 2 |
| El baile de la Victoria                                                        | 9  | 0 |
| Gordos – Die Gewichtigen                                                       | 8  | 1 |
| Zerrissene Umarmungen                                                          | 5  | 1 |
| El cónsul de Sodoma                                                            | 5  | 0 |
| Me too – Wer will schon normal sein?                                           | 4  | 2 |
| After                                                                          | 3  | 0 |
| Planet 51                                                                      | 2  | 1 |
| Tres dies amb la família                                                       | 2  | 1 |
| Pagafantas                                                                     | 2  | 0 |
| Super Drama Movie                                                              | 2  | 0 |

### Bester Film (Mejor película)
Zelle 211 – Der Knastaufstand (Celda 211) – Regie: Daniel Monzón
- In ihren Augen (El secreto de sus ojos) – Regie: Juan José Campanella
- El baile de la Victoria – Regie: Fernando Trueba
- Agora – Die Säulen des Himmels (Agora) – Regie: Alejandro Amenábar

### Beste Regie (Mejor dirección)
Daniel Monzón – Zelle 211 – Der Knastaufstand (Celda 211)
- Alejandro Amenábar – Agora – Die Säulen des Himmels (Agora)
- Fernando Trueba – El baile de la Victoria
- Juan José Campanella – In ihren Augen (El secreto de sus ojos)

### Beste Nachwuchsregie (Mejor dirección novel)
Mar Coll – Tres dies amb la família
- David Planell – La vergüenza
- Borja Cobeaga – Pagafantas
- Antonio Naharro und Álvaro Pastor – Me too – Wer will schon normal sein? (Yo, también)

### Bester Hauptdarsteller (Mejor actor)
Luis Tosar – Zelle 211 – Der Knastaufstand (Celda 211)
- Jordi Mollà – El cónsul de Sodoma
- Ricardo Darín – In ihren Augen (El secreto de sus ojos)
- Antonio de la Torre – Gordos – Die Gewichtigen (Gordos)

### Beste Hauptdarstellerin (Mejor actriz)
Lola Dueñas – Me too – Wer will schon normal sein? (Yo, también)
- Rachel Weisz – Agora – Die Säulen des Himmels (Agora)
- Penélope Cruz – Zerrissene Umarmungen (Los abrazos rotos)
- Maribel Verdú – Tetro

### Bester Nebendarsteller (Mejor actor de reparto)
Raúl Arévalo – Gordos – Die Gewichtigen (Gordos)
- Carlos Bardem – Zelle 211 – Der Knastaufstand (Celda 211)
- Antonio Resines – Zelle 211 – Der Knastaufstand (Celda 211)
- Ricardo Darín – El baile de la Victoria

### Beste Nebendarstellerin (Mejor actriz de reparto)
Marta Etura – Zelle 211 – Der Knastaufstand (Celda 211)
- Vicky Peña – El cónsul de Sodoma
- Pilar Castro – Gordos – Die Gewichtigen (Gordos)
- Verónica Sánchez – Gordos – Die Gewichtigen (Gordos)

### Bester Nachwuchsdarsteller (Mejor actor revelación)
Alberto Ammann – Zelle 211 – Der Knastaufstand (Celda 211)
- Fernando Albizu – Gordos – Die Gewichtigen (Gordos)
- Gorka Otxoa – Pagafantas
- Pablo Pineda – Me too – Wer will schon normal sein? (Yo, también)

### Beste Nachwuchsdarstellerin (Mejor actriz revelación)
Soledad Villamil – In ihren Augen (El secreto de sus ojos)
- Blanca Romero – After
- Leticia Herrero – Gordos – Die Gewichtigen (Gordos)
- Nausicaa Bonnín – Tres dies amb la família

### Bestes Originaldrehbuch (Mejor guion original)
Alejandro Amenábar und Mateo Gil – Agora – Die Säulen des Himmels (Agora)
- Alberto Rodríguez Librero und Rafael Cobos – After
- Daniel Sánchez Arévalo – Gordos – Die Gewichtigen (Gordos)
- Pedro Almodóvar – Zerrissene Umarmungen (Los abrazos rotos)

### Bestes adaptiertes Drehbuch (Mejor guion adaptado)
Daniel Monzón und Jorge Guerricaechevarría – Zelle 211 – Der Knastaufstand (Celda 211)
- Fernando Trueba, Antonio Skármeta und Jonás Trueba – El baile de la Victoria
- Joaquín Górriz, Miguel Dalmau, Sigfrid Monleón und Miguel Ángel Fernández – El cónsul de Sodoma
- Eduardo Sacheri und Juan José Campanella – In ihren Augen (El secreto de sus ojos)

### Beste Produktionsleitung (Mejor dirección de producción)
José Luis Escolar – Agora – Die Säulen des Himmels (Agora)
- Alicia Tellería – Zelle 211 – Der Knastaufstand (Celda 211)
- Cristina Zumárraga – Che – Guerrilla (Che – Part Two: Guerrilla)
- Eduardo Castro – El baile de la Victoria

### Beste Kamera (Mejor fotografía)
Xavi Giménez – Agora – Die Säulen des Himmels (Agora)
- Álex Catalán – After
- Carles Gusi – Zelle 211 – Der Knastaufstand (Celda 211)
- Félix Monti – In ihren Augen (El secreto de sus ojos)

### Bester Schnitt (Mejor montaje)
Cristina Pastor – Zelle 211 – Der Knastaufstand (Celda 211)
- Nacho Ruiz Capillas – Agora – Die Säulen des Himmels (Agora)
- Carmen Frías – El baile de la Victoria
- Nacho Ruiz Capillas und David Pinillos – Gordos – Die Gewichtigen (Gordos)

### Bestes Szenenbild (Mejor dirección artística)
Guy Hendrix Dyas – Agora – Die Säulen des Himmels (Agora)
- Antón Laguna – Zelle 211 – Der Knastaufstand (Celda 211)
- Verónica Astudillo – El baile de la Victoria
- Marcelo Pont Vergés – In ihren Augen (El secreto de sus ojos)

### Beste Kostüme (Mejor diseño de vestuario)
Gabriella Pescucci – Agora – Die Säulen des Himmels (Agora)
- Lala Huete – El baile de la Victoria
- Cristina Rodríguez – El cónsul de Sodoma
- Sonia Grande – Zerrissene Umarmungen (Los abrazos rotos)

### Beste Maske (Mejor maquillaje y peluquería)
Jan Sewell und Suzanne Stokes-Munton – Agora – Die Säulen des Himmels (Agora)
- Raquel Fidalgo und Inés Rodríguez – Zelle 211 – Der Knastaufstand (Celda 211)
- José Antonio Sánchez und Paquita Núñez – El cónsul de Sodoma
- Massimo Gattabrusi und Ana Lozano – Zerrissene Umarmungen (Los abrazos rotos)

### Beste Spezialeffekte (Mejores efectos especiales)
Chris Reynolds und Félix Bergés – Agora – Die Säulen des Himmels (Agora)
- Salvador Santana und Àlex Villagrasa – REC 2
- Raúl Romanillos und Guillermo Orbe – Zelle 211 – Der Knastaufstand (Celda 211)
- Pau Costa und Lluís Castells – Super Drama Movie (Spanish Movie)

### Bester Ton (Mejor sonido)
Sergio Bürmann, Jaime Fernández und Carlos Faruolo – Zelle 211 – Der Knastaufstand (Celda 211)
- Peter Glossop und Glenn Freemantle – Agora – Die Säulen des Himmels (Agora)
- Pierre Gamet, Nacho Royo-Villanova und Pelayo Gutiérrez – El baile de la Victoria
- Aitor Berenguer, Marc Orts und Fabiola Ordoyo – Eine Karte der Klänge von Tokio (Map of the Sounds of Tokyo)

### Beste Filmmusik (Mejor música original)
Alberto Iglesias – Zerrissene Umarmungen (Los abrazos rotos)
- Dario Marianelli – Agora – Die Säulen des Himmels (Agora)
- Roque Baños – Zelle 211 – Der Knastaufstand (Celda 211)
- Federico Jusid – In ihren Augen (El secreto de sus ojos)

### Bester Filmsong (Mejor canción original)
„Yo también“ von Guille Milkyway – Me too – Wer will schon normal sein? (Yo, también)
- „Agallas vs. Escamas“ von Xavier Font, Arturo Vacquer, Javier Echániz und Juan Antonio Gil Bengoa – Agallas
- „Stick It to the Man“ von Tom Cawte – Planet 51
- „Spanish Song“ von Gorka Hernando Menchaca – Super Drama Movie (Spanish Movie)

### Bester Kurzfilm (Mejor cortometraje de ficción)
Dime que yo – Regie: Mateo Gil
- La tama – Regie: Martín Costa
- Lala – Regie: Esteban Crespo
- Terapia – Regie: Nuria Verde

### Bester animierter Kurzfilm (Mejor cortometraje de animación)
La dama y la muerte – Regie: Javier Recio Gracia
- Alma – Regie: Rodrigo Blaas
- Margarita – Regie: Álex Cervantes
- Tachaaan! – Regie: Carlos del Olmo, Miguel Ángel Bellot und Rafael Cano

### Bester Dokumentarkurzfilm (Mejor cortometraje documental)
Flores de Ruanda – Regie: David Muñoz López
- Doppelgänger – Regie: Óscar de Julián
- En un lugar del cine – Regie: Eduardo Cardoso
- Luchadoras – Regie: Benet Román

### Bester Animationsfilm (Mejor película de animación)
Planet 51 – Regie: Jorge Blanco
- Herr Figo auf der Suche nach dem verlorenen Zahn (El ratón Pérez 2) – Regie: Andrés G. Schaer
- Animal Channel – Regie: Maite Ruiz de Austri
- Cher Ami … ¡y yo! – Regie: Miquel Pujol

### Bester Dokumentarfilm (Mejor película documental)
Garbo: El espía – Regie: Edmon Roch
- Cómicos – Regie: Marta Arribas
- La mirada de Ouka Leele – Regie: Rafael Gordon
- Últimos testigos – Regie: José Luis López-Linares und Manuel Martín Cuenca

### Bester europäischer Film (Mejor película europea)
Slumdog Millionär (Slumdog Millionaire), Großbritannien – Regie: Danny Boyle
- Willkommen bei den Sch’tis (Bienvenue chez les Ch’tis), Frankreich – Regie: Dany Boon
- Die Klasse (Entre les murs), Frankreich – Regie: Laurent Cantet
- So finster die Nacht (Låt den rätte komma in), Schweden – Regie: Tomas Alfredson

### Bester ausländischer Film in spanischer Sprache (Mejor película extranjera de habla hispana)
In ihren Augen (El secreto de sus ojos), Argentinien – Regie: Juan José Campanella
- Dawson Isla 10, Chile – Regie: Miguel Littín
- Gigante, Uruguay – Regie: Adrián Biniez
- Eine Perle Ewigkeit (La teta asustada), Peru – Regie: Claudia Llosa

## Ehrenpreis (Goya de honor)
- Antonio Mercero, spanischer Regisseur und Drehbuchautor